# Spaceman (album Nick Jonas)
Spaceman è il quarto album da solista del cantante statunitense Nick Jonas. Pubblicato nel 2021, a 5 anni dal suo precedente lavoro da solista ed a 2 anni dal suo più recente album con i Jonas Brothers, l'album è stato anticipato dai singoli Spaceman e This Is Heaven.

## Promozione
Jonas ha annunciato il suo ritorno in scena come cantante solista nel febbraio 2021, pubblicando il singolo Spaceman e annunciando l'omonimo album il 26 di tale mese. Il 27 febbraio 2021 l'artista si è esibito con tale brano e con l'allora inedito This Is Heaven durante un episodio di Saturday Night Live, che ha anche condotto. Il venerdì successivo Jonas ha pubblicato This Is Heaven come secondo singolo estratto dall'album. Il progetto è stato pubblicato il 12 marzo 2021.

## Scrittura e composizione
Durante un'intervista concessa a Zane Lowe, Jonas ha dichiarato che la composizione dell'album è stato ispirato interamente dalle sensazioni provate dal vivere durante una pandemia: la figura dell'astronauta è stata dunque definita dall'artista come una personificazione di queste sensazioni. Circa il processo effettivo di scrittura dell'album, Jonas ha affermato: "ho creato quest'album mentre facevo ciò che la maggior parte di noi hanno fatto in questo periodo: stare seduto e attendere tempi migliori". Dal punto di vista tematico, l'album affronta quattro temi: distanza, euforia, indulgenza, impegno.

## Tracce
Tracce nell'edizione standard
1. Don't Give Up On Us – 3:21
2. Heights – 3:27
3. Spaceman – 3:16
4. 2Drunk – 3:12
5. Delicious – 2:58
6. This Is Heaven – 3:34
7. Sexual – 3:35
8. Deeper Love – 2:55
9. If I Fall – 3:58
10. Death Do Us Part – 2:09
11. Nervous – 2:55

Tracce bonus nell'edizione deluxe
1. Selfish (feat. Jonas Brothers) – 3:07
2. Dangerous – 3:31
3. Don't Give Up On Us (Chill Version) – 3:24
4. 2Drunk – 3:19
5. This Is Heaven – 3:39

Tracce bonus nell'edizione Target
1. Heights (Chill Version) – 3:33
2. Nervous (Chill Version) – 3:01

### Classics Edition
L'11 marzo 2021, un giorno prima della pubblicazione dell'album, è stata pubblicata la Classics Edition che comprende, oltre alle 11 tracce dell'edizione standard, quattro singoli del cantante tratti dagli album precedenti Nick Jonas e Last Year Was Complicated: Chains, Jealous, Levels e Close.
1. Don't Give Up On Us – 3:21
2. Heights – 3:37
3. Spaceman – 3:16
4. Close (feat. Tove Lo) – 3:54
5. 2Drunk – 3:12
6. Delicious – 2:58
7. Levels – 2:47
8. This Is Heaven – 3:34
9. Sexual – 3:35
10. Deeper Love – 2:55
11. Jealous – 3:42
12. Chains – 3:23
13. If I Fall – 3:58
14. Death Do Us Part – 2:09
15. Nervous – 2:55

## Classifiche
| Classifica (2021) | Posizione massima |
| ----------------- | ----------------- |
| Canada            | 55                |
| Regno Unito       | 69                |
| Spagna            | 74                |
| Stati Uniti       | 12                |